# Gray (Iowa)
Gray – miasto w Stanach Zjednoczonych, w stanie Iowa, w hrabstwie Audubon. W 2000 roku liczyło 82 mieszkańców.